# Costa oriental d'Astúries
Existeix disparitat d'opinió a l'hora d'establir els límits del que constitueix la Costa Oriental Asturiana. Si bé Emilio Arija Rivarés, en la seva obra “Geografia d'Espanya” considera que la Costa Oriental Asturiana comprendria des de Sant Vicent de la Barquera a Ribadesella; altres autors, com Alejandro del Riu Fernández, estableixen que la costa oriental s'estendria des de la parròquia de Colombres fins al concejo de Villaviciosa.
Així, prenent com a extensió de la Costa Oriental la que va des del concejo de Ribadedeva al de Villavicosa, se'ns presenta com una costa amb dues parts molt definides:
- la que comprèn la franja costanera de 30 km de llarg i d'1 a 4 km d'ample que comprèn 4.666 ha entre els concejos de Llanes i Ribadedeva, que constitueix l'anomenat “Paisatge protegit de la Costa Oriental” Es tracta d'una zona de penya-segats amb platges exteriors i interiors com la de platja de Gulpiyuri o la de Cobijeru.[3] Aquesta zona costanera abasta les platges de LLanes i les de Ribadedeva. Es tracta d'una zona d'important valor geològic a causa de rases emergides en períodes prehistòrics compreses entre la serra de Cuera i els penya-segats cap al mar. A més presenten vegetació a la mateixa platja i malgrat que a la zona de paisatge protegit la flora no té molt a destacar, es pot esmentar la presència de acebuchales. Per la seva banda, pel que fa a la fauna pot destacar-se les zones de penya-segat per ser llocs de aniuament d'aus marines com el cormorán moñudo i el paíño europeu.
- la zona compresa entre els concejos de Ribadesella i Villaviciosa, que per a alguns autors forma part de la costa central, i que llevant unes poques excepcions, presenten unes platges catalogades com ZEPA, com LIC i fins i tot com a Monument natural, malgrat no estar emmarcades en el “Paisatge protegit de la Costa Oriental”.[4] Destacant per exemple la zona de la Ria de Villaviciosa, declarada Reserva Natural Parcial.

## Descripció
Pot dir-se que la costa asturiana des de Unquera a Ribadesella presenta una forma rectilínia, però podent-se observar gran diversitat de formes originades per la karstificación. Així poden distingir-se penya-segats verticals o subverticales, dolines, coves, bufons...
La zona compresa des de Celorio fins a Santiuste, és una zona rica en exemples de bufaders, així podem veure els de Santiuste, Arenillas o el de Pría.
La Serra de Cuera, està tan propera al mar que és la que fa que la franja costanera a vegades tingui tan sols d'entre un a cinc quilòmetres d'amplària, la qual cosa fa impossible la penetració de profunds estuaris i ries, la qual cosa té com a conseqüència la manca de bons ports de caràcter natural.
El primer port d'importància de la zona podria considerar-se Llanes, encara que poc queda dels seus temps de port ballenero i de pesca litoral. Un altre port a destacar seria Ribadesella, que antany va ser el primer port anchoero de la costa asturiana, passant la seva importància de puero pesquer a port d'embarqui de minerals, sobretot d'espat de fluor.
Es tracta d'una costa que presenta un entorn paisatgístic tal, que llevant explicats casos puntuals en els concejos de Colunga i Caravia, prácticam,ens totes les seves platges estan protegides en major o menor grau, tant per la seva vegetació, com per la seva morfologia càrstica, com per la presència de zona de aniuament d'aus marines.